# 高橋隆雄
高橋 隆雄（たかはし たかお、1948年11月13日 - 2020年6月16日）は、日本の哲学者・倫理学者。熊本大学名誉教授。

## 略歴
1948年、神奈川県に生まれる。東京大学工学部船舶工学科卒業。東京大学大学院博士課程単位取得退学（哲学専攻）。1981年、熊本大学大学院社会文化科学研究科に着任、その後教授として、応用倫理学の開拓に従事した。ヴィトゲンシュタイン研究、日本思想研究、生命倫理学研究、環境倫理学研究、調査倫理学研究、ケアの倫理研究、工学倫理研究、災害倫理研究などを手がけた。第6回日本医学哲学・倫理学会学会賞を受賞。
2014年3月、熊本大学を定年退職。2014年4月、熊本大学博士課程教育リーディングプログラム客員教授（- 2018年3月）。

## 著書
- 『生命という価値』（高橋隆雄・粂和彦編著）2009年　九州大学出版会
- 『脳神経倫理学』（Ｊ．イレス編　高橋隆雄・粂和彦監訳　田口周平・加藤佐和・片岡宜子訳） 2009年　篠原出版新社
- 『生命・環境・ケア』（高橋隆雄） 2008年　九州大学出版会 （日本医学哲学倫理学会賞）(紹介ビデオ http://www.iiv.ne.jp/booklounge/index.html)
- 『自己決定論のゆくえ』（高橋隆雄・八幡英幸編著）2008年九州大学出版会
- 『工学倫理：応用倫理学の接点』（高橋隆雄・小原祐三・広川明編著）2007年　理工図書 （九州工学教育協会出版賞）
- 『日本の生命倫理：回顧と展望』（高橋隆雄・浅井篤編著）九州大学出版会
- Taking Life and Death Seriously: Bioethics from Japan. (T.Takahashi ed.). Advances in Bioethics vol.8. Elsevier. 2005
- 『生命・情報・機械』（高橋隆雄編著）九州大学出版会　2005年
- 『生命と環境の共鳴』（高橋隆雄編著）九州大学出版会  2004年
- 『「よき死の作法」をめぐって』(高橋隆雄、田口宏昭編著）熊日出版　2004年
- 『よき死の作法』（高橋隆雄、田口宏昭編著）九州大学出版会　2003年
- 『ヒトの生命と人間の尊厳』（高橋隆雄編著）九州大学出版会　2002年
- 『ケア論の射程』（中山將、高橋隆雄編著）九州大学出版会　2001年
- 『自己決定の時代の倫理学』（高橋隆雄著)九州大学出版会　2001年
- 『遺伝子の時代の倫理』（高橋隆雄編著）九州大学出版会　1999年